# Acragas miniaceus
Acragas miniaceus là một loài nhện trong họ Salticidae.
Loài này thuộc chi Acragas. Acragas miniaceus được Eugène Simon miêu tả năm 1900.